# Lia Neal
Lia Neal (n. 13 februarie 1995, New York City, New York, SUA) este o înotătoare ce a reprezentat Statele Unite ale Americii, medaliată olimpică. A participat la 2 ediții ale Jocurilor Olimpice (2012, 2016) în care a câștigat o medalie de argint și două medalii de bronz.